# Charles de Mecklembourg-Strelitz
Charles-Frédéric-Auguste de Mecklembourg-Strelitz, né le 30 novembre 1785 à Hanovre et mort le 21 septembre 1837 à Berlin, duc de Mecklembourg, est le fils du duc régnant Charles II de Mecklembourg-Strelitz et de sa seconde épouse, née princesse Charlotte de Hesse-Darmstadt, qui mourut en couches en lui donnant le jour.
Charles de Mecklembourg-Strelitz fut président du Conseil d'État de Prusse (1827) et homme de lettres sous les pseudonymes de C. Weisshaupt et J.E. Mand. Il servit en tant que général du royaume de Prusse. Il était le demi-frère de la reine Louise de Prusse.

## Biographie
Charles de Mecklembourg-Strelitz fut recueilli dans sa petite enfance par sa grand-mère, la princesse Georges, au Vieux Palais de Darmstadt, pour y être éduqué avec ses sœurs et son frère. La famille prit la fuite à Hildbourghausen devant les armées révolutionnaires françaises en 1792 et retourna à Darmstadt en 1793. Ensuite Charles poursuivit son éducation, jusqu'à faire partie en 1800 à l'âge de quinze ans de la suite de sa sœur, la reine Louise de Prusse, à Berlin. Une nouvelle fuite eut lieu six ans plus tard face à l'avancée des troupes napoléoniennes qui mena à la victoire française d'Iéna.
Après la mort de la reine Louise en 1810, Charles de Mecklembourg-Strelitz fut intendant (c'est-à-dire directeur) pendant une courte période du théâtre de Neustrelitz, capitale du duché familial. Il était un ferme défenseur des nouveaux idéaux romantiques allemands du Sturm und Drang, pendant cette période d'humiliation prussienne. Après la retraite de Russie de Napoléon, l'idéalisme allemand renaît et le duc entre dans l'armée de Blücher qui mène à la libération de 1813. Il participe à la bataille de Katzbach jusqu'à la nuit, plus tard, il assure la liaison entre les unités prussiennes et les unités russes. Subissant l'assaut final d'un bataillon français, il le repousse et est décoré ensuite pour ce fait de la croix de fer de première classe. Il se dirige ensuite vers la Wartembourg et est sérieusement blessé pendant d'autres combats. Il est décoré de l'Ordre de l'Aigle noir.
Il est nommé lieutenant-général à la tête du premier régiment d'infanterie à la fin de l'année 1813.
À partir de 1814, ce passionné de théâtre met en scène, dans son château pour son cercle d'intimes, des pièces de Goethe (en 1819 Faust) et d'autres auteurs, mais aussi ensuite au théâtre et à la fête de la rose blanche au palais de Sans-Souci à Potsdam en 1829, pour accueillir sa nièce l'impératrice Alexandra Feodorovna de Russie, née princesse de Prusse.
Le duc de Mecklembourg (son frère régnant étant grand-duc) consacre le reste de ses jours à la Prusse, il est nommé général d'infanterie en 1825, puis président du Conseil d'État en 1827.
Il ne s'est jamais marié.